# Icositetraedro trapezoidale
In geometria solida l'icositetraedro trapezoidale (o icositetraedro deltoidale) è uno dei tredici poliedri di Catalan, duale del rombicubottaedro.
Ha 24 facce a forme di aquilone, aventi due lati contigui che misurano {\displaystyle {\sqrt {\begin{matrix}{9 \over 2}-2{\sqrt {2}}\end{matrix}}}} volte le lunghezza degli altri due.
Il nome icositetraedro trapezoidale è usato in modo improprio: le sue facce non sono trapezi, bensì aquiloni (o deltoidi).

## Area e volume
L'area A ed il volume V di un icositetraedro trapezoidale i cui spigoli più corti hanno lunghezza a sono le seguenti:
{\displaystyle A=6{\sqrt {29-2{\sqrt {2}}}}\ a^{2}}
{\displaystyle V={\sqrt {122+71{\sqrt {2}}}}\ a^{3}}

## Dualità
Il poliedro duale dell'icositetraedro trapezoidale è il rombicubottaedro, un poliedro archimedeo.

## Simmetrie
Il gruppo delle simmetrie dell'icositetraedro trapezoidale ha 48 elementi; il gruppo delle simmetrie che preservano l'orientamento è il gruppo ottaedrale {\displaystyle O\cong S_{4}}. Sono gli stessi gruppi di simmetria del cubo, dell'ottaedro e del rombicubottaedro.

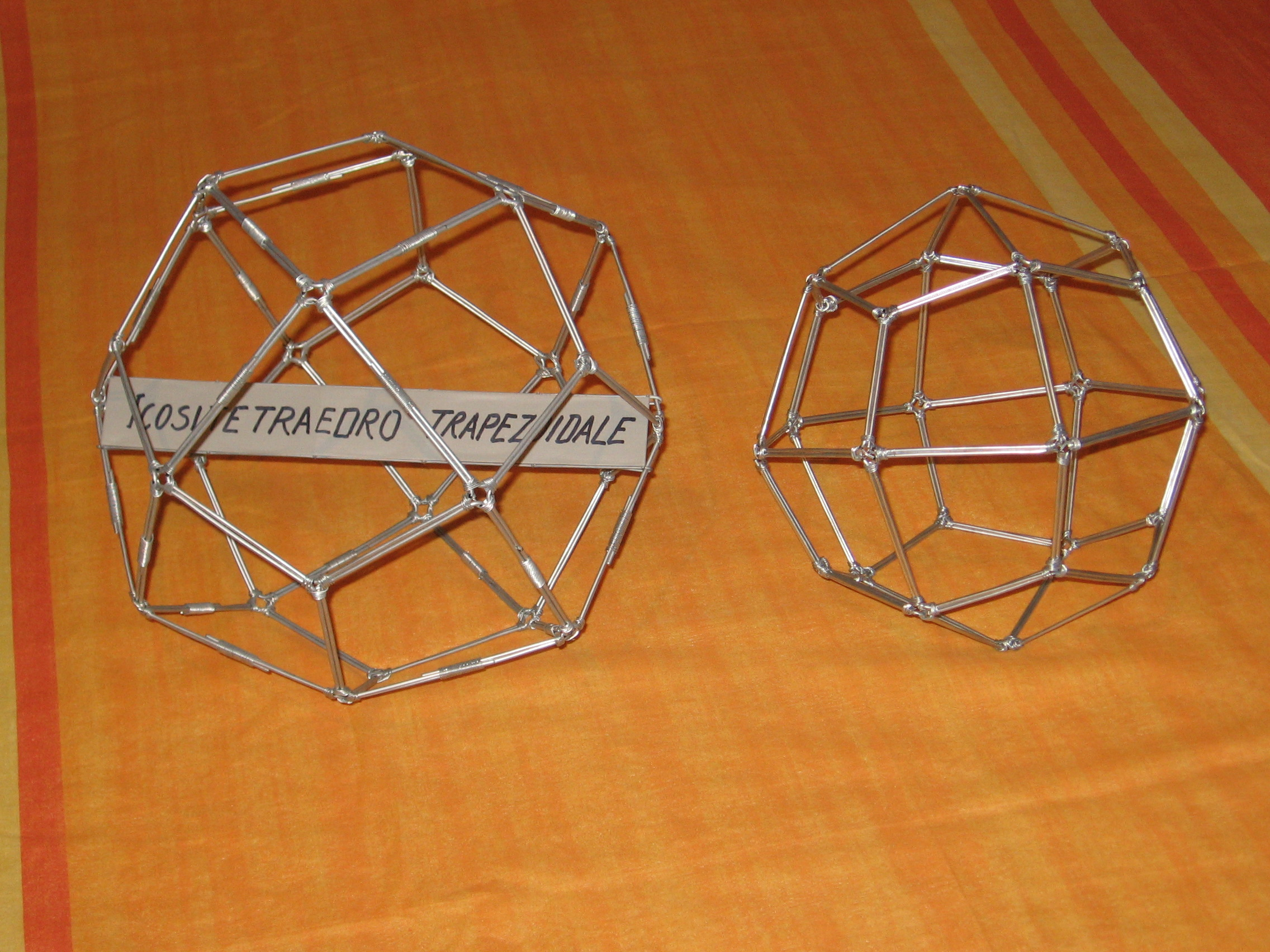
Gli scheletri dell'icositetraedro trapezoidale e del suo isomero.

## Altri solidi
Otto dei vertici dell'icositetraedro trapezoidale hanno valenza 3 e sono vertici di un cubo.
I sei vertici di valenza 4 in cui concorrono solo spigoli lunghi sono vertici di un ottaedro.
I rimanenti dodici vertici di valenza 4, in cui concorrono due spigoli corti e due spigoli lunghi alternati, sono vertici di un cubottaedro.
I 24 spigoli lunghi dell'icositetraedro trapezoidale identificano, a gruppi di otto, 3 ottagoni regolari. Tagliando lungo il piano su cui giace uno di essi, l'icositetraedro deltoidale viene diviso a metà. Le due metà possono essere ruotate di 45 gradi e nuovamente incollate, originando un altro solido, isomero dell'icositetraedro. Questo nuovo solido è il duale della girobicupola quadrata elongata, che è a propria volta isomero del rombicubottaedro.